# Imperial (Pensilvania)
Imperial es un lugar designado por el censo ubicado en el condado de Allegheny en el estado estadounidense de Pensilvania. En el Censo de 2010 tenía una población de 2541 habitantes y una densidad poblacional de 504,44 personas por km².

## Geografía
Imperial se encuentra ubicado en las coordenadas 40°27′13″N 80°14′59″O / 40.45361, -80.24972. Según la Oficina del Censo de los Estados Unidos, Imperial tiene una superficie total de 8.11 km², de la cual 8.11 km² corresponden a tierra firme y (0%) 0 km² es agua.

## Demografía
Según el censo de 2010, había 2541 personas residiendo en Imperial. La densidad de población era de 504,44 hab./km². De los 2541 habitantes, Imperial estaba compuesto por el 95.55% blancos, el 2.13% eran afroamericanos, el 0.16% eran amerindios, el 0.79% eran asiáticos, el 0% eran isleños del Pacífico, el 0.16% eran de otras razas y el 1.22% pertenecían a dos o más razas. Del total de la población el 0.91% eran hispanos o latinos de cualquier raza.